# August Hamann
Christian August Hamann (* 21. Januar 1798 in Berlin; † 17. Mai 1869 in Köpenick) war ein deutscher Werkzeugmaschinenbauer und Unternehmer. Er war Pionier des deutschen Werkzeugmaschinenbaus und Gründer der ersten Werkzeugmaschinenfabrik in Preußen.

## Leben

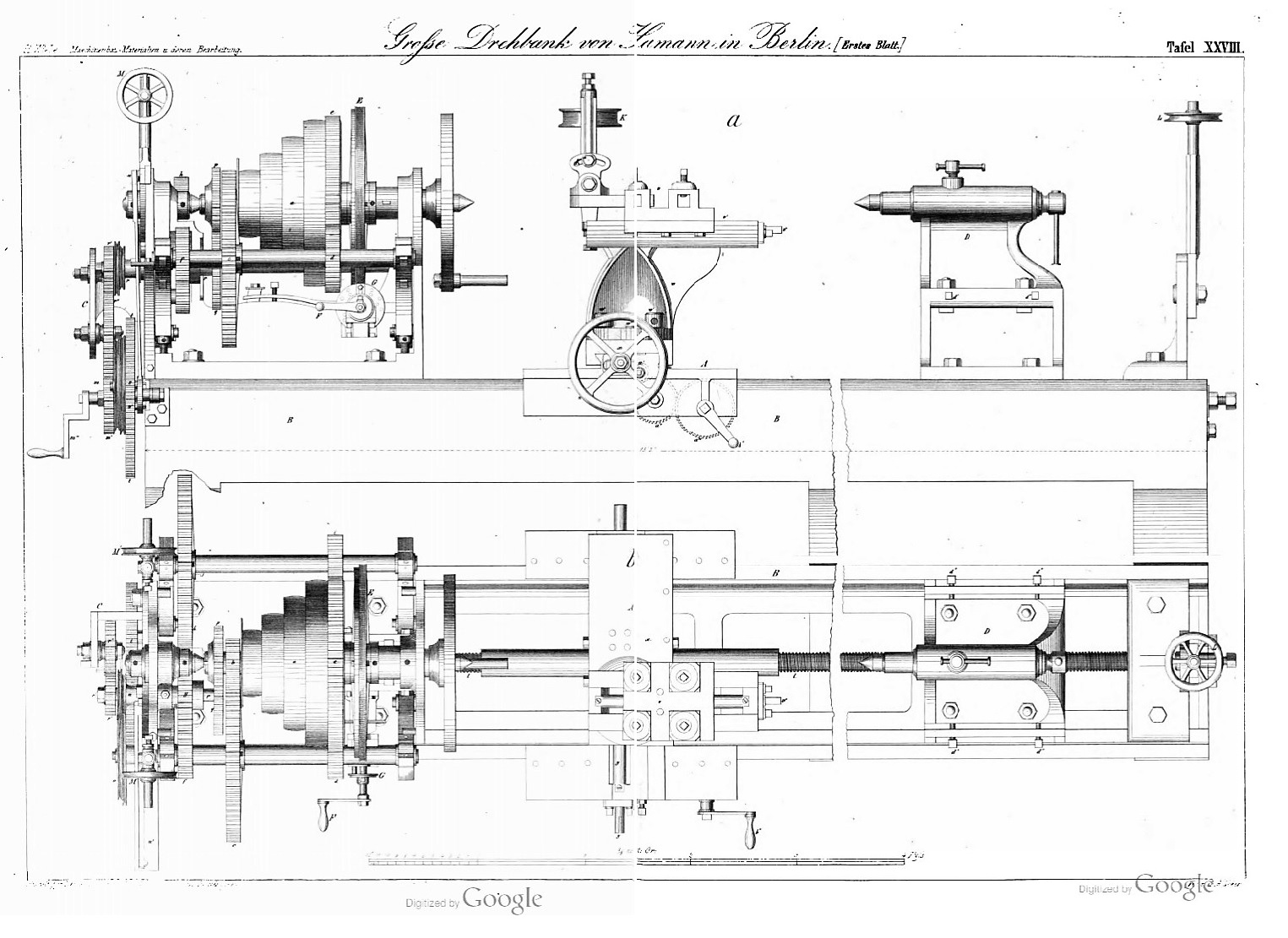
Drehbank 1858

Anzeige 1873

August Hamann war das vierte Kind des Kanzleidieners im preußischen Ober-Kriegscollegium Christian Friedrich Hamann (1757–1801) und der Christiana Friederika Scheidemantel (1775–1813), Tochter eines Berliner Seidenfabrikanten. Er erlernte den Beruf des Schlossers und ging, unterstützt von Peter Beuth, zur weiteren Ausbildung nach England. Dort arbeitete er von 1824 bis 1829 in der Werkstatt von Holtzapffel & Deyerlein, welche zu ihrer Zeit führend in der Herstellung von Drehbänken war.
Nach seiner Rückkehr nach Berlin gründete er mit dem Bauconducteur Richter als Partner die Maschinenbauanstalt Hamann & Comp. Diese befand sich auf dem Grundstück des Bauconducteurs Richter in der Alexanderstraße 46.
1836 zog die Firma in die Schillingsgasse 23 um, Richter ist nicht mehr Compagnon. Bis 1844 lieferte die Firma 233 Drehbänke aus. Im selben Jahr waren in ihr 40 – 50 Arbeiter beschäftigt. Der Maschinenpark bestand aus 14 Drehbänken, 2 Bohrmaschinen und 4 Hobelmaschinen, welche durch eine Dampfmaschine von ca. 5 PS angetrieben wurden. Die Firma partizipierte von der von Peter Beuth initiierten Wirtschaftsförderung in Preußen. So wurde der Firma 1839 die Dampfmaschine der Firma Borsig als Geschenk überlassen. Des Weiteren wurden Werkzeugmaschinen für andere Berliner Firmen auf Rechnung des Finanzministerium angefertigt.
Am 5. März 1849 wurde August Hamann vom preußischen Staat ein Patent über eine Vertikalbohrmaschine erteilt.
1851 stellte Hamann auf der Weltausstellung in London eine Drehbank aus, die als einzige nicht englische Werkzeugmaschine prämiert wurde. Hamann lieferte Drehbänke unter anderem Carl Zeiss und Borsig.
Im Laufe der Zeit wurden die Geschäftsräume um das Nachbargrundstück Schillingsgasse 24 und die rückwärtig gelegenen Grundstücke Kaiserstraße 44/45 erweitert. Der Sohn Theodor Wilhelm August Hamann (1835–1886) führte nach dem Tod von August Hamann die Firma bis ca. 1873 weiter, verkaufte sie dann jedoch an den Unternehmer Jacob Goldmann.

## Familie
August Hamann heiratete 1833 Wilhelmine Charlotte Auguste Adelheide Hensel (1815–1872). Das Paar hatte 6 Kinder. Die Tochter Johanne Therese Auguste (1833–1861) war bis zu ihrem Tod mit dem Berliner Klavierbauer Benedictus Schleip verheiratet.

## Sonstiges
Nach August Hamann ist das Hamann-Patronengewinde bezeichnet, welches für optische und mechanische Instrumente verbreitet war.